# 蓬塔德邦邦區
蓬塔德邦邦區（西班牙語：Distrito de Punta de Bombón），是秘魯的一個區，位於該國南部阿雷基帕大區的伊斯萊省，始建於1879年1月3日，面積769.76平方公里，海拔高度9米，2005年人口6,746，人口密度每平方公里8.8人。